# 이베리아 항공의 운항 노선
2019년 9월 기준, 아래는 이베리아 항공의 취항지 목록이다.

## 운항 노선

### 아시아

#### 서남아시아
- 이스라엘
  - 텔아비브 - 벤구리온 국제공항

### 아프리카

#### 서아프리카
- 세네갈
  - 다카르 - 블레즈-디아뉴 국제공항

#### 북아프리카
- 모로코
  - 라바트 - 라바트 살레 공항
  - 마라케시 - 마라케시 메나라 국제공항
  - 카사블랑카 - 모하메드 V 국제공항
  - 탕헤르 - 탕헤르 이븐 바투타 국제공항
- 알제리
  - 알제 - 우아리 부메디엔 국제공항
  - 오랑 - 오랑 에스시니아 공항
- 이집트
  - 카이로 - 카이로 국제공항

### 유럽

#### 서유럽
- 영국
  - 런던 - 런던 히드로 국제공항 허브
  - 버밍엄 - 버밍엄 공항
  - 맨체스터 - 맨체스터 공항
- 아일랜드
  - 더블린 - 더블린 국제공항
- 프랑스
  - 파리
    - 파리 샤를 드 골 국제공항
    - 파리 오를리 공항

  - 니스 - 니스 코트다쥐르 공항
  - 리옹 - 생텍쥐페리 국제공항
  - 마르세유 - 마르세유 프로방스 공항
- 독일
  - 뒤셀도르프 - 뒤셀도르프 국제공항
  - 뮌헨 - 뮌헨 국제공항
  - 프랑크푸르트 - 프랑크푸르트 국제공항
  - 함부르크 - 함부르크 국제공항
- 벨기에
  - 브뤼셀 - 브뤼셀 국제공항

#### 중유럽
- 스위스
  - 제네바 - 제네바 국제공항
  - 취리히 - 취리히 국제공항
- 오스트리아
  - 빈 - 빈 국제공항

#### 남유럽
- 그리스
  - 아테네 - 아테네 국제공항
- 스페인
  - 마드리드 – 마드리드 바라하스 국제공항 허브
  - 바르셀로나 – 바르셀로나 엘프라트 국제공항
  - 그라나다 - 페데리고 가르시아 공항
  - 그란 카나리아 - 그란 카나리아 공항
  - 라코루냐 - 라코루냐 공항
  - 라팔마섬 - 라팔마 공항
  - 란사로테섬 - 란사로테 공항
  - 말라가 – 말라가 공항
  - 무르시아 - 무르시아 산하비에르 공항
  - 미노르카 - 미노르카 공항
  - 발렌시아 - 발렌시아 공항
  - 비고 - 비고 공항
  - 빌바오 - 빌바오 공항
  - 산 세바스티안 - 산 세바스티안 공항
  - 산탄데르 - 산탄데르 공항
  - 세비야 - 세비야 공항
  - 알리칸테 - 엘 알트 공항
  - 알메리아 - 알메리아 공항
  - 아스투리아스 - 아스투리아스 공항
  - 컴포스텔라 산티에고 - 컴포스텔라 산티에고 공항
  - 테네리페 - 테네리페 노스 공항 (로스 로데오스)
  - 테네리페 - 테네리페 사우스 공항 (레이나 소피아)
  - 팔마 데 마요르카 - 팔마 데 마요르카 공항
  - 푸에르테벤투라섬 – 푸에르테벤투라 공항
  - 헤레스 데 라 프론테라 - 헤레스 공항
- 이탈리아
  - 로마 - 레오나르도 다 빈치 국제공항
  - 밀라노
    - 밀라노 리나테 공항
    - 밀라노 말펜사 국제공항

  - 나폴리 - 나폴리 국제공항
  - 볼로냐 - 볼로냐 굴리엘모 마르코니 국제공항
  - 베네치아 - 베네치아 마르코 폴로 국제공항
  - 카타니아 - 카타니아 폰타나로사 공항 계절편
  - 피렌체 - 피렌체 페레톨라 공항
- 크로아티아
  - 자그레브 – 자그레브 국제공항 계절편
  - 스플리트 – 스플리트 국제공항 계절편
  - 두브로브니크 - 두브로브니크 공항 계절편
- 포르투갈
  - 리스본 - 리스본 포르텔라 국제공항
  - 포르투 - 포르투 국제공항
  - 푼샬 – 마데이라 크리스티아누 호날두 공항

#### 동유럽
- 러시아
  - 모스크바 - 도모데도보 국제공항
  - 상트페테르부르크 - 풀코보 국제공항
- 체코
  - 프라하 - 프라하 바츨라프 하벨 국제공항
- 헝가리
  - 부다페스트 - 부다페스트 페리 헤지 국제공항

#### 북유럽
- 노르웨이
  - 오슬로 - 오슬로 가르데르모엔 국제공항
- 덴마크
  - 코펜하겐 - 코펜하겐 카스트럽 국제공항
- 스웨덴
  - 스톡홀름 - 스톡홀름 알란다 국제공항
- 아이슬란드
  - 레이캬비크 - 케플라비크 국제공항 계절편

### 아메리카

#### 북아메리카
- 미국
  - 워싱턴D.C - 워싱턴 덜레스 국제공항
  - 뉴욕 - 뉴욕 존 F. 케네디 국제공항[2]
  - 댈러스 - 댈러스 포트워스 국제공항
  - 로스앤젤레스 - 로스앤젤레스 국제공항 계절편
  - 마이애미 - 마이애미 국제공항
  - 보스턴 - 보스턴 로건 국제공항 계절편
  - 샌프란시스코 - 샌프란시스코 국제공항 계절편
  - 시카고 - 시카고 오헤어 국제공항
- 멕시코
  - 멕시코시티 - 멕시코시티 국제공항

### 중앙아메리카
- 과테말라
  - 과테말라 시티 - 라 아우로라 국제공항
- 니카라과
  - 마나과 – 아우구스토 세사르 산디노 국제공항
- 엘살바도르
  - 산살바도르 – 쿠스카틀란 국제공항
- 코스타리카
  - 산호세 – 후안 산타마리아 국제공항
- 파나마
  - 파나마 시티 – 토쿠멘 국제공항[3]

#### 남아메리카
- 베네수엘라
  - 카라카스 – 시몬 볼리바르 국제공항[4]
- 브라질
  - 리우데자네이루 – 리우데자네이루 갈레앙 국제공항
  - 상파울루 – 상파울루 구아룰류스 국제공항
- 아르헨티나
  - 부에노스아이레스 – 미니스토로 피스타리니 국제공항
- 에콰도르
  - 키토 – 마리스칼 수크레 국제공항
  - 과야킬 - 호세 호아킨 데 올메도 국제공항
- 우루과이
  - 몬테비데오 – 카라사코 국제공항
- 칠레
  - 산티아고 – 코모도 아르투로 메리노 베니테스 국제공항
- 콜롬비아
  - 보고타 – 엘도라도 국제공항
  - 메데진 – 호세 마리아 코르도바 국제공항
- 페루
  - 리마 – 호르헤 차베스 국제공항

#### 카리브해
- 도미니카 공화국
  - 산토도밍고 - 라스 아메리카 국제공항
- 쿠바
  - 아바나 - 호세 마르티 국제공항
- 푸에르토리코
  - 산 후안 - 루이스 무노즈 마린 국제공항

## 과거 취항지[5][6][7][8]

### 아시아

#### 동아시아
- 중화인민공화국
  - 상하이 - 상하이 푸둥 국제공항
- 일본
  - 도쿄 - 나리타 국제공항

#### 남아시아
- 인도
  - 뭄바이 - 차트라파티 시바지 국제공항

#### 서남아시아
- 레바논
  - 베이루트 - 베이루트 국제공항
- 사우디아라비아
  - 제다 - 킹 압둘아지즈 국제공항
- 시리아
  - 다마스쿠스 - 다마스쿠스 국제공항
- 요르단
  - 암만 - 퀸 알리아 국제공항
- 이란
  - 테헤란 - 테헤란 메흐라바드 국제공항
- 쿠웨이트
  - 쿠웨이트 시티 - 쿠웨이트 국제공항

### 아프리카

#### 서아프리카
- 가나
  - 아크라 - 코토카 국제공항
- 나이지리아
  - 라고스 - 무르탈라 모하메드 국제공항
- 모리타니
  - 누악쇼트 - 누악쇼트 국제공항

#### 남아프리카
- 남아프리카 공화국
  - 요하네스버그 – OR 탐보 국제공항

#### 북아프리카
- 튀니지
  - 튀니스 - 튀니스 카르타고 국제공항

### 유럽

#### 서유럽
- 프랑스
  - 보르도 - 보르도 메리냑 공항
  - 툴루즈 - 툴루즈 블라냑 공항
- 독일
  - 베를린 – 베를린 테겔 국제공항
- 네덜란드
  - 암스테르담 - 암스테르담 스키폴 국제공항
- 룩셈부르크
  - 룩셈부르크 시티 – 룩셈부르크 핀델 국제공항

#### 남유럽
- 튀르키예
  - 이스탄불 – 아타튀르크 국제공항

#### 동유럽
- 루마니아
  - 부쿠레슈티 - 헨리 코안더 국제공항
- 폴란드
  - 바르샤바 - 바르샤바 프레드릭 쇼팽 국제공항
  - 크라쿠프 - 크라우프 발리체 국제공항

#### 북유럽
- 핀란드
  - 헬싱키 - 헬싱키 반타 국제공항

### 아메리카

#### 북아메리카
- 미국
  - 워싱턴D.C - 워싱턴 덜레스 국제공항
  - 앵커리지 - 테드 스티븐스 앵커리지 국제공항
- 캐나다
  - 몬트리올 - 몬트리올 피에르 엘리오트 트뤼도 국제공항
  - 토론토 - 토론토 피어슨 국제공항
- 니카라과
  - 마나과 - 아우구스토 C. 산디노 국제공항

#### 남아메리카
- 아르헨티나
  - 코르도바 - 인헤니에로 아에로나르띠꼬 엠브로시오 L.V. 타라벨라 국제공항
- 파라과이
  - 아순시온 - 실비오 페티로시 국제공항

## 같이 보기
- 이베리아 항공